# Ruth Hiatt
Pour les articles homonymes, voir Hiatt.
Ruth Hiatt (6 janvier 1906 - 21 avril 1994) est une actrice de cinéma ayant commencé sa carrière pendant le cinéma muet. Elle est essentiellement connue pour avoir tourné dans des comédies réalisées par Jack White, Norman Taurog, et Mack Sennett.

## Filmographie

### Cinéma
- 1918 : The Vigilantes
- 1922 : Robin des Bois : Minor Role (non créditée)
- 1927 : Premier Amour (en) (His First Flame) de  Harry Edwards : Mary Morgan
- 1927 : Sa dernière culotte : Minor Role (non créditée)
- 1927 : The Missing Link : Beatrice Braden
- 1927 : The Girl from Everywhere d'Edward F. Cline
- 1928 : The Chinatown Mystery de J. P. McGowan : Sally Warren, Chemist
- 1929 : Shanghai Rose : Diane Avery
- 1930 : Her Man : Dance Hall Girl (non créditée)
- 1930 : Night Work : Violet Harris
- 1932 : The Sunset Trail : Molly Mason
- 1934 : Good Dame : Bit Role (non créditée)
- 1934 : La course de Broadway : Telephone Operator (non créditée)
- 1934 : Ridin' Thru : Dolores Brooks
- 1935 : The Drunkard : Secretary
- 1936 : The Broken Coin : Gail Bowman
- 1941 : Double Trouble : Blonde Assembly Line Worker

### Courts-métrages
- 1915 : The Inner Chamber
- 1922 : The Educator
- 1922 : The Speeder
- 1923 : Captain Applesauce
- 1923 : Extra! Extra!
- 1923 : F.O.B.
- 1923 : Heads Up
- 1923 : No Luck
- 1923 : Simple Sadie
- 1923 : The Optimist
- 1923 : This Way Out
- 1923 : Three Strikes
- 1923 : Uncle Sam
- 1923 : Uneasy Feet
- 1924 : Family Life
- 1924 : Fast and Furious
- 1924 : Fold Up
- 1924 : Going East
- 1924 : Good Morning
- 1924 : Hot Air
- 1924 : Killing Time
- 1924 : Lonesome
- 1924 : Motor Mad
- 1924 : My Friend
- 1924 : Pain as You Enter
- 1924 : Poor Butterfly
- 1924 : Wild Game
- 1925 : Fares, Please!
- 1925 : Framed
- 1925 : Have a Heart
- 1925 : High Hopes
- 1925 : Hotsy-Totsy
- 1925 : Isn't Love Cuckoo?
- 1925 : Rapid Transit
- 1925 : Rock Bottom
- 1925 : Step Lightly
- 1925 : Waiting
- 1926 : Love's Last Laugh
- 1926 : Saturday Afternoon
- 1926 : Smith's Baby
- 1926 : Smith's Landlord
- 1926 : Smith's Picnic
- 1926 : Smith's Uncle
- 1926 : Smith's Vacation
- 1926 : Smith's Visitor
- 1926 : Wandering Willies
- 1927 : Smith's Candy Shop
- 1927 : Smith's Cook
- 1927 : Smith's Cousin
- 1927 : Smith's Customer
- 1927 : Smith's Fishing Trip
- 1927 : Smith's Kindergarten
- 1927 : Smith's Modiste Shop
- 1927 : Smith's New Home
- 1927 : Smith's Pets
- 1927 : Smith's Pony
- 1927 : Smith's Surprise
- 1927 : The Girl from Everywhere
- 1928 : Smith's Army Life
- 1928 : Smith's Catalina Rowboat Race
- 1928 : Smith's Farm Days
- 1928 : Smith's Holiday
- 1928 : Smith's Restaurant
- 1928 : The Bargain Hunt
- 1928 : The Burglar
- 1928 : The Chicken
- 1929 : Baby's Birthday
- 1929 : Grass Skirts
- 1929 : The New Aunt
- 1929 : The Rodeo
- 1929 : Uncle Tom
- 1930 : Camera Shy
- 1930 : Carnival Revue
- 1930 : Fifty Million Husbands
- 1930 : Follow the Swallow
- 1930 : Good Morning Sheriff
- 1930 : Honk Your Horn
- 1930 : Some Babies
- 1930 : The Beauties
- 1930 : Won by a Neck
- 1931 : Taxi Troubles
- 1932 : Honeymoon Beach
- 1932 : Love Pains
- 1932 : The Big Flash
- 1933 : Forgotten Babies
- 1934 : Men in Black
- 1934 : News Hounds
- 1934 : Super Stupid
- 1934 : The New Dealers
- 1935 : Beginner's Luck
- 1935 : Little Papa
- 1935 : Oh, My Nerves
- 1936 : Just Speeding
- 1936 : Radio Barred